# Luka Vučko
Luka Vučko (ur. 11 kwietnia 1984 w Splicie) – chorwacki piłkarz występujący na pozycji obrońcy.